# Privacy International
Privacy International (PI) est une ONG fondée en 1990, qui milite pour la défense des droits de l'homme, en particulier contre la violation de la vie privée commis par les gouvernements et autres organisations.

## Organisation
Basée à Londres, au Royaume-Uni, l'association possède également des bureaux à Washington.

## Méthodes
Privacy International mène des enquêtes de par le monde dans les domaines de l'espionnage électronique et de la sécurité des États, des cartes ID, de la vidéosurveillance, du secret médical, de la liberté d'information et d'expression…
Privacy International décerne chaque année des prix, les Big Brother Awards, aux institutions, sociétés ou personnes s'étant distinguées par leur mépris du droit fondamental à la vie privée ou par leur promotion de la surveillance et du contrôle des individus.

## Classement des pays selon leur respect du droit à la vie privée

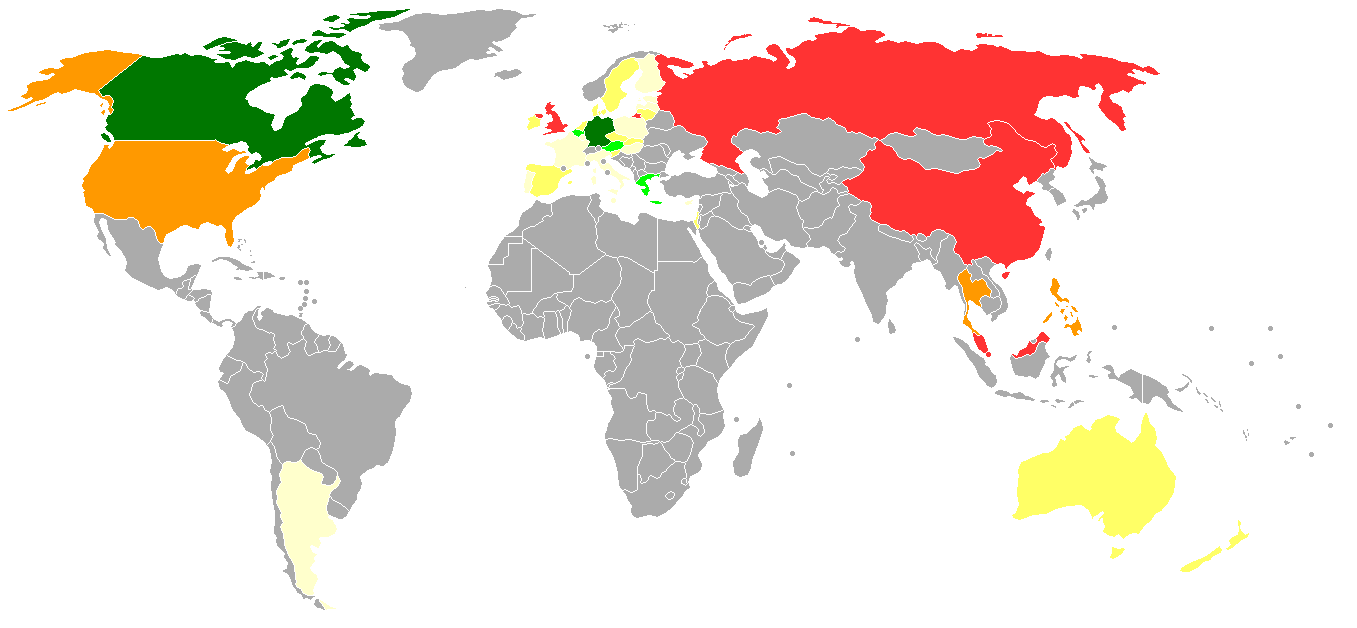
Classement 2006.

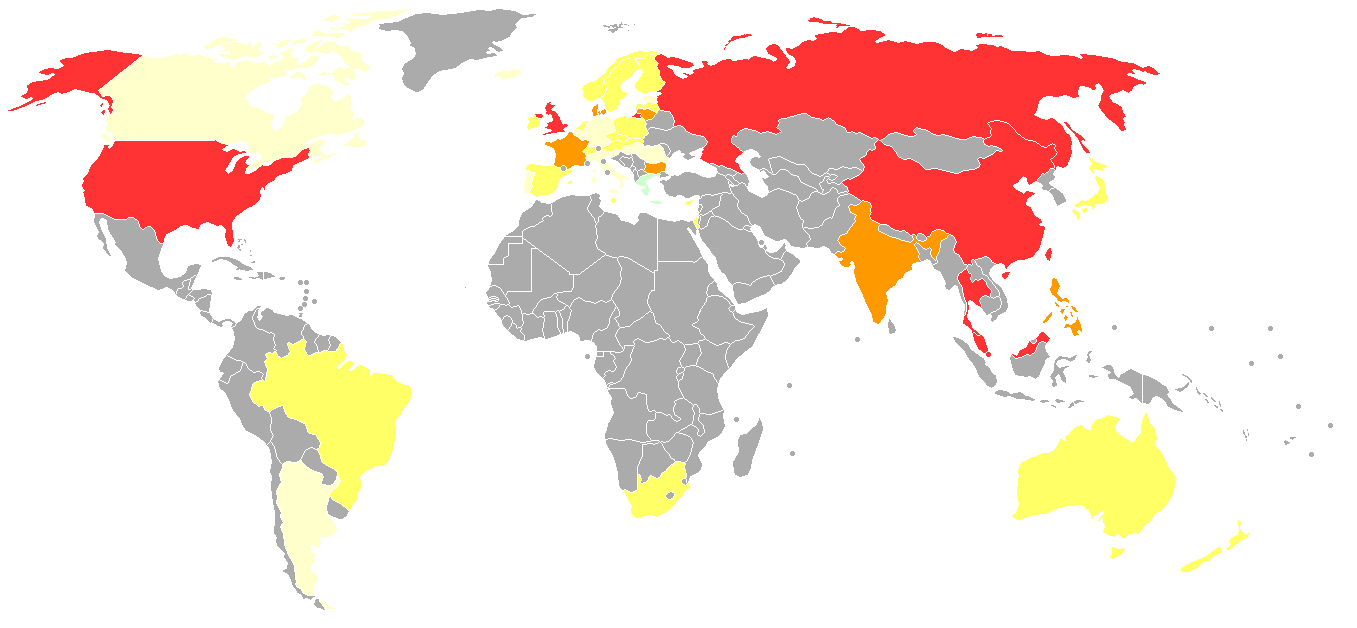
Classement 2007.

Depuis 1997, en coopération avec l'Electronic Privacy Information Center, une ONG originaire des États-Unis, Privacy International étudie le respect (ou le non-respect) du droit à la vie privée dans différents pays. Chaque année, une étude comparant la situation dans une trentaine de pays est publiée.

### Classement 2006
L'étude porte sur 36 pays, ceux membres de l'Union européenne et onze autres pays. En 2006, l'Allemagne et le Canada se distinguaient comme les pays les plus respectueux de la vie privée de leurs citoyens. À l'inverse, le Royaume-Uni, Singapour, la Russie, la Malaisie et la Chine pratiquaient une surveillance systématique de leurs citoyens.
| Rang | Pays             | Note |
| ---- | ---------------- | ---- |
| 1    | Allemagne        | 3.9  |
| 2    | Canada           | 3.6  |
| 3    | Belgique         | 3.2  |
| 3    | Autriche         | 3.2  |
| 5    | Grèce            | 3.1  |
| 6    | Argentine        | 3.0  |
| 6    | Hongrie          | 3.0  |
| 8    | France           | 2.9  |
| 8    | Pologne          | 2.9  |
| 8    | Portugal         | 2.9  |
| 8    | Chypre           | 2.9  |
| 12   | Finlande         | 2.7  |
| 13   | Italie           | 2.6  |
| 13   | Luxembourg       | 2.6  |
| 13   | Lettonie         | 2.6  |
| 13   | Estonie          | 2.6  |
| 13   | Malte            | 2.6  |
| 18   | Danemark         | 2.5  |
| 18   | Tchéquie         | 2.5  |
| 18   | Irlande          | 2.5  |
| 18   | Slovaquie        | 2.5  |
| 18   | Lituanie         | 2.5  |
| 18   | Nouvelle-Zélande | 2.5  |
| 24   | Espagne          | 2.4  |
| 24   | Australie        | 2.4  |
| 26   | Slovénie         | 2.3  |
| 26   | Pays-Bas         | 2.3  |
| 28   | Suède            | 2.2  |
| 28   | Israël           | 2.2  |
| 30   | États-Unis       | 2.0  |
| 31   | Thaïlande        | 1.9  |
| 31   | Philippines      | 1.9  |
| 33   | Royaume-Uni      | 1.5  |
| 34   | Singapour        | 1.4  |
| 34   | Russie           | 1.4  |
| 36   | Malaisie         | 1.3  |
| 36   | Chine            | 1.3  |

Légende :
- 4.1 - 5.0 : Respect adapté du droit à la vie privée.
- 3.6 - 4.0 : Multiples protections de la vie privée.
- 3.1 - 3.5 : Quelques protections contre les excès.
- 2.6 - 3.0 : Quelques faibles protections.
- 2.1 - 2.5 : Incapacité à protéger le droit à la vie privée.
- 1.6 - 2.0 : Société surveillant activement ses citoyens.
- 1.1 - 1.5 : Société surveillant systématiquement ses citoyens

### Classement 2007
En 2007, cette comparaison portait sur les membres de l'Union européenne et vingt autres pays.
La Grèce était le seul pays à obtenir une note moyenne. Tous les autres pays mesurés obtenaient une note médiocre ou mauvaise. Huit pays surveillaient de manière systématique leurs citoyens : les États-Unis, le Royaume-Uni, la Thaïlande, Taïwan, Singapour, la Malaisie, la Russie et la Chine. Un seul pays adoptait des pratiques plus respectueuses de la vie privée de ses citoyens : la Slovénie, quatorze autres adoptaient des pratiques moins respectueuses. Parmi ceux-ci, quatre pays se distinguent par une chute particulièrement préoccupante : l'Allemagne, la France, l'Autriche et le Canada.

## Articles